# Polyscias borneensis
Polyscias borneensis är en araliaväxtart som beskrevs av William Raymond Philipson. Polyscias borneensis ingår i släktet Polyscias och familjen Araliaceae. Inga underarter finns listade.